# Lothar Woelk
Lothar Woelk (* 3. August 1954 in Recklinghausen) ist ein ehemaliger deutscher professioneller Fußballspieler.

## Leben
Woelk arbeitete zunächst als Werkzeugmacher bei Blaupunkt, später im Schichtsystem bei Opel in Bochum. Nach dem Wechsel zum VfL Bochum wurde er Fußballprofi.

### Karriere
Aufgewachsen in Recklinghausen-Süd, begann Lothar Woelk mit dem Fußballspielen bei den örtlichen Vereinen FC Leusberg und Eintracht Recklinghausen, zu der er in der A-Jugend wechselte. Nach dem Wehrdienst von Woelk empfahl Eintracht-Trainer „Fips“ Schulte  den jungen Spieler schließlich an den damaligen VfL-Trainer Heinz Höher.
Zusammen mit Michael Lameck, Walter Oswald und Franz-Josef Tenhagen war Woelk lange Jahre einer der Leistungsträger des VfL Bochum in der Fußball-Bundesliga. Seine Mannschaft galt aber lange Jahre als graue Maus der Bundesliga und so erreichte er seinen größten Erfolg erst am Ende seiner Karriere. Beim Finale um den DFB-Pokal 1987/88 führte er den VfL Bochum gegen Eintracht Frankfurt als Kapitän auf das Feld.
Er spielte von 1977 bis 1989 für den VfL Bochum und anschließend beim MSV Duisburg. Nach der Saison 1991/92 und dem Abstieg der Duisburger beendete er seine Karriere. Insgesamt bestritt der Abwehrspieler 420 Bundesligaspiele und erzielte dabei 30 Tore.

### Nach der Karriere
Im Jahr 1994 absolvierte Woelk den Lehrgang zum Fußball-Lehrer.
Lothar Woelk arbeitet heute u. a. als Gasttrainer in der Fußballschule von Charly Körbel und als Kundenberater einer Pipeline-Firma.